# Dawe (woreda)
Pour les articles homonymes, voir Dawe.
Dewe est l’un des 29 woredas de la région Afar, en Éthiopie.